# Weltraumtheorie
Der Begriff Weltraumtheorie umschreibt eine von der Leitungsebene des Bundesnachrichtendienstes vertretene umstrittene Auffassung bezüglich der Rechtsgrundlage der Satellitendatenerfassung, das heißt der Erfassung von Datenströmen aus Satellitenkommunikationsverbindungen während deren Übertragung zum Boden durch die BND-Abteilung Technische Aufklärung. Ihr zufolge „[findet] die Erfassung von über Satelliten laufender Kommunikation an der Außenstelle in Bad Aibling nicht auf bayerischem Grund und Boden [statt], sondern allenfalls im Ausland beziehungsweise letztlich auf den Erdtrabanten im All und damit in einem weitgehend rechtsfreien Raum, in den das Grundgesetz nicht hineinreicht“.

## Hintergrund
Das BND-Gesetz sieht in § 1 Abs. 2 für die Erhebung von Informationen Beschränkungen vor. Die im Zuge der Satellitendatenerfassung erfassten Daten seien jedoch nicht durch nationales Recht geregelt, da die Satelliten sich außerhalb nationaler Hoheitsgebiete befänden, weshalb „keine Daten im Geltungsbereich des BNDG erhoben“ würden.
Die „Weltraumtheorie“ wurde durch den NSA-Untersuchungsausschuss bekannt:
Die Datenschutzbeauftragte des Bundesnachrichtendienstes war zu einer Zeugenvernehmung im 1. Untersuchungsausschuss der 18. Wahlperiode des deutschen Bundestages am 9. Oktober 2014 geladen. Sie berichtete, dass ihrer Rechtsauffassung nach die Erhebung der Daten in der Außenstelle Bad Aibling und daher im Geltungsbereich des BND-Gesetzes stattfinde. Ferner erklärte sie, sie sei von ihren Vorgesetzten in der Leitungsebene des Bundesnachrichtendienstes überstimmt worden, die die Weltraumtheorie vertraten.
Sowohl Gabriele Löwnau (im Stab der Bundesdatenschutzbeauftragten unter anderem für Geheimdienste zuständig) als auch die Bundesdatenschutzbeauftragte Andrea Voßhoff kritisierten Rechtsverstöße.

## Konsequenzen
Laut einer Pressemeldung des Spiegels vom April 2015 plante die Bundesregierung, diese Praxis des BND für die Zukunft zu legalisieren. Im Juni 2016 einigten sich Bundesregierung und Koalitionsfraktionen auf eine Reform des BND-Gesetzes zur Geheimdienst-Überwachung, mit welcher dem BND umfangreiche neue Befugnisse eingeräumt werden. Die Opposition hält dies für verfassungswidrig. Im Oktober 2016 erweiterte der Bundestag erneut die Befugnisse des BND. Dieser darf künftig Daten aus ganzen Telekommunikationsnetzen mit Auslandsverkehren auch im Inland komplett ausspähen. Hierzu zählt beispielsweise der Frankfurter Netzknoten DE-CIX.
Das Bundesverfassungsgericht urteilte im Mai 2020 aufgrund einer Verfassungsbeschwerde gegen das BND-Gesetz u. a., dass „die Bindung der deutschen Staatsgewalt an die Grundrechte nach Art. 1 Abs. 3 GG […] nicht auf das deutsche Staatsgebiet begrenzt (sei)“. Damit wurde das BND-Gesetz in Teilen für verfassungswidrig erklärt und muss bis Ende 2021 erneuert werden.
- Operation Eikonal[12]